# Murat Nehri
La rivière Murat Nehri ou Murat Sou avec la rivière Karasu forment le cours supérieur de l'Euphrate. 

## Géographie
Elle est longue de 720 km. La rivière Karasu, bien que plus courte, est considérée comme l'Euphrate véritable. Elle prend sa source sur les monts Ala Dağlar (ou Aladağ) à moins de 30 km au nord du lac de Van.
La rivière se dirige vers le nord puis l'ouest jusqu'à Ağrı, elle bifurque vers le sud pour arroser la plaine de Malazgirt, puis vers le sud-ouest vers la plaine de Muş. Ensuite la rivière va vers l'ouest et passe à dans la plaine de Bingöl puis vers Elâzığ. En aval d'Elâzığ elle est barrée par le barrage de Keban où il s'unit avec la rivière Karasu. Ce lac est immense il correspond à une centaine de kilomètres du cours du fleuve. Au début du lac, les eaux de la Murat ne sont qu'à une dizaine de kilomètres du lac Hazar qui est considéré comme la source du Tigre.
La rivière Murat était appelée Arsanias, Aratsani (en arménien : Արածանի).